# Adana kebab
Pour les articles homonymes, voir Adana (homonymie).

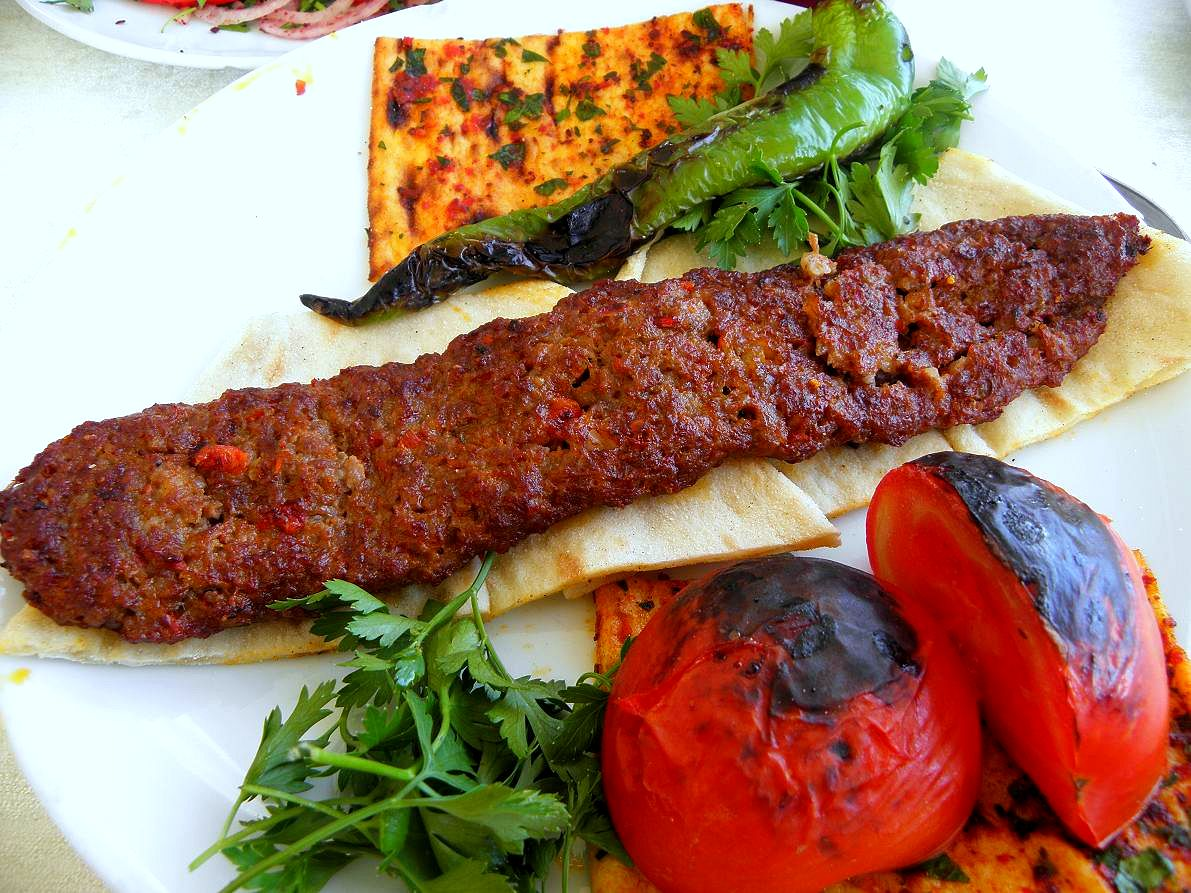
Adana kebab.

L'Adana kebab (en turc Adana kebabı, soit « kebab d'Adana ») est un plat issu de la cuisine turque. Il vient, comme son nom l'indique, de la ville d'Adana. Contrairement au Urfa kebab, il est pimenté et épicé.

## Ingrédients
Les ingrédients communs aux différentes recettes sont la viande d'agneau et/ou de veau (partie grasse pour ne pas être trop sec et tenir à la cuisson), les piments blancs, poivrons rouges longs, oignons blancs, feuilles de persil hachées, épices en poudre (cumin, coriandre), sel et poivre, matière grasse (beurre clarifié ou huile d'olive).
Chaque famille agrémente cette liste en fonction de ses préférences.
Afin de permettre une cuisson à la broche aisée, il est recommandé de faire dégorger les légumes mixés (passage au tamis) avant l'assemblage avec les viandes. Le jus ainsi récupéré sera utilisé pour la confection d'une sauce.